# Dzsagalcsi piac
A Dzsagalcsi piac (자갈치시장, Jagalchi Sijang) Dél-Korea legnagyobb halpiaca, Puszan kikötőjében működik. Kialakulása összefügg Puszan ugrásszerű fejlődésével a koreai háborút követő időszakban, amelynek során a város kikötője vált az ország legnagyobb ilyen jellegű létesítményévé.
A piac neve a koreai dzsagal, kavics, murva szóból ered, amely a helyén működő régi elárusítóhely környezetére utal. A piac új épülete sirályokat idéz a tenger felől.
A piacnak két nagyobb szekciója van: a belső részben az élő árut lehet megvenni, míg az épület körüli utcákban elsősorban szárított tengeri élőlényeket kínálnak eladásra. Az épület emeletén éttermek működnek, amelyek kérés esetén elkészítik a földszinten vásárolt halat, rákot. A létesítmény a hét minden napján nyitva van reggel 5-től 22 óráig. Havonta kétszer, az első és a harmadik kedden zárva tart.
A piacon elsősorban nők árulják a kihalászott tengeri élőlényeket, ki is alakult egy helyi elnevezésük, ők a dzsagalcsi adzsumák, szabad fordításban a dzsagalcsi vagy piaci asszonyok.

## Kínálat

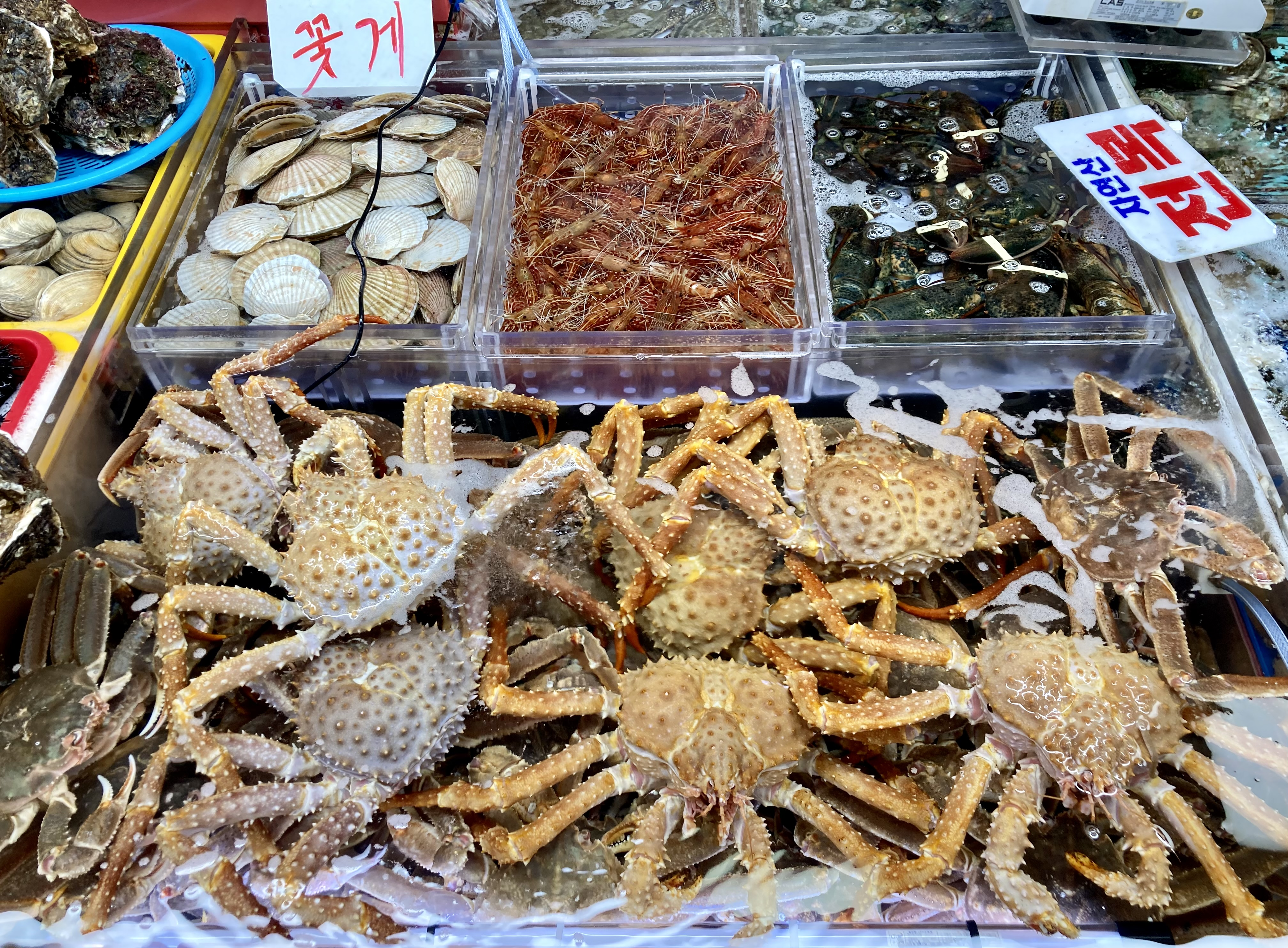
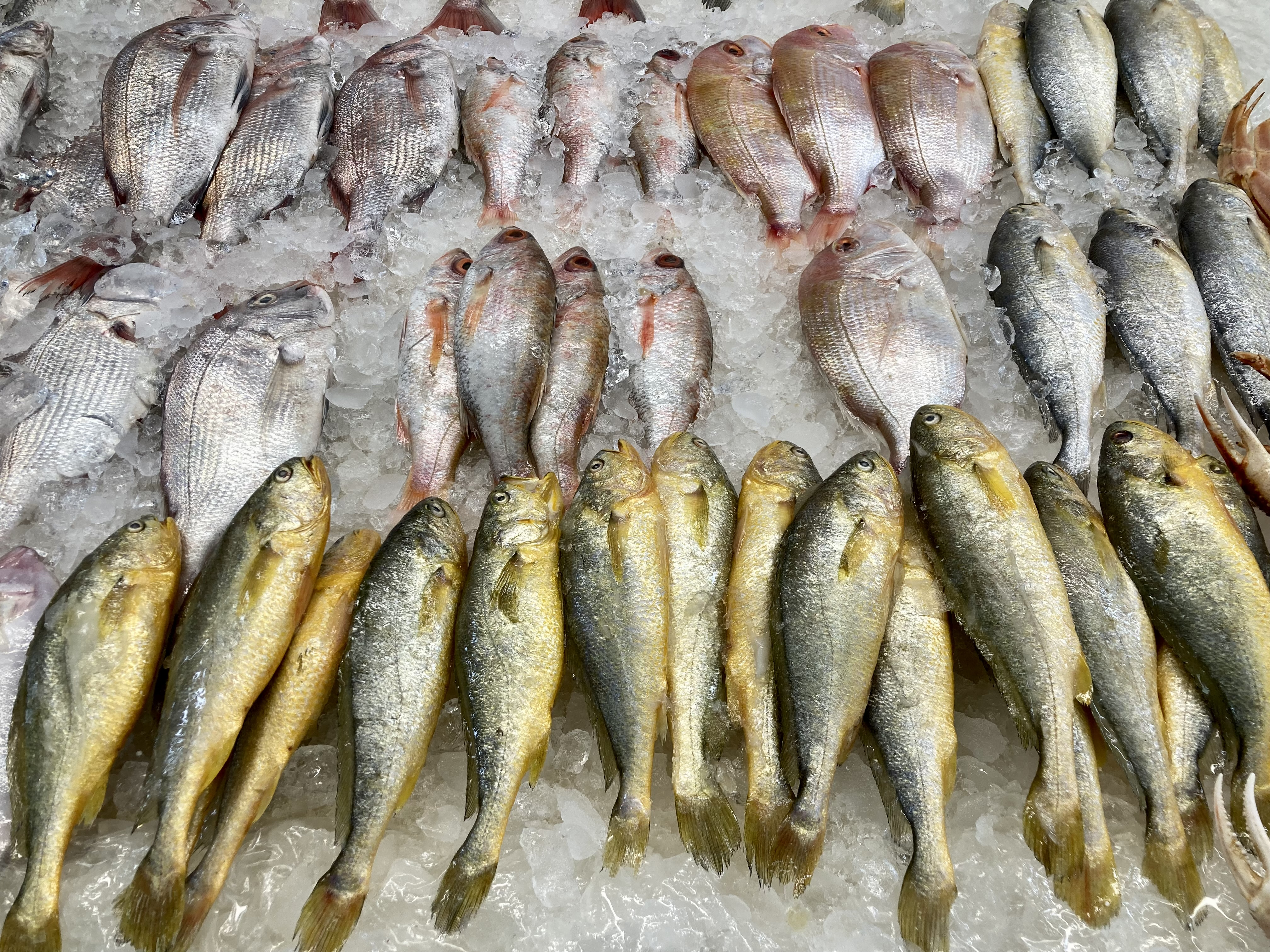
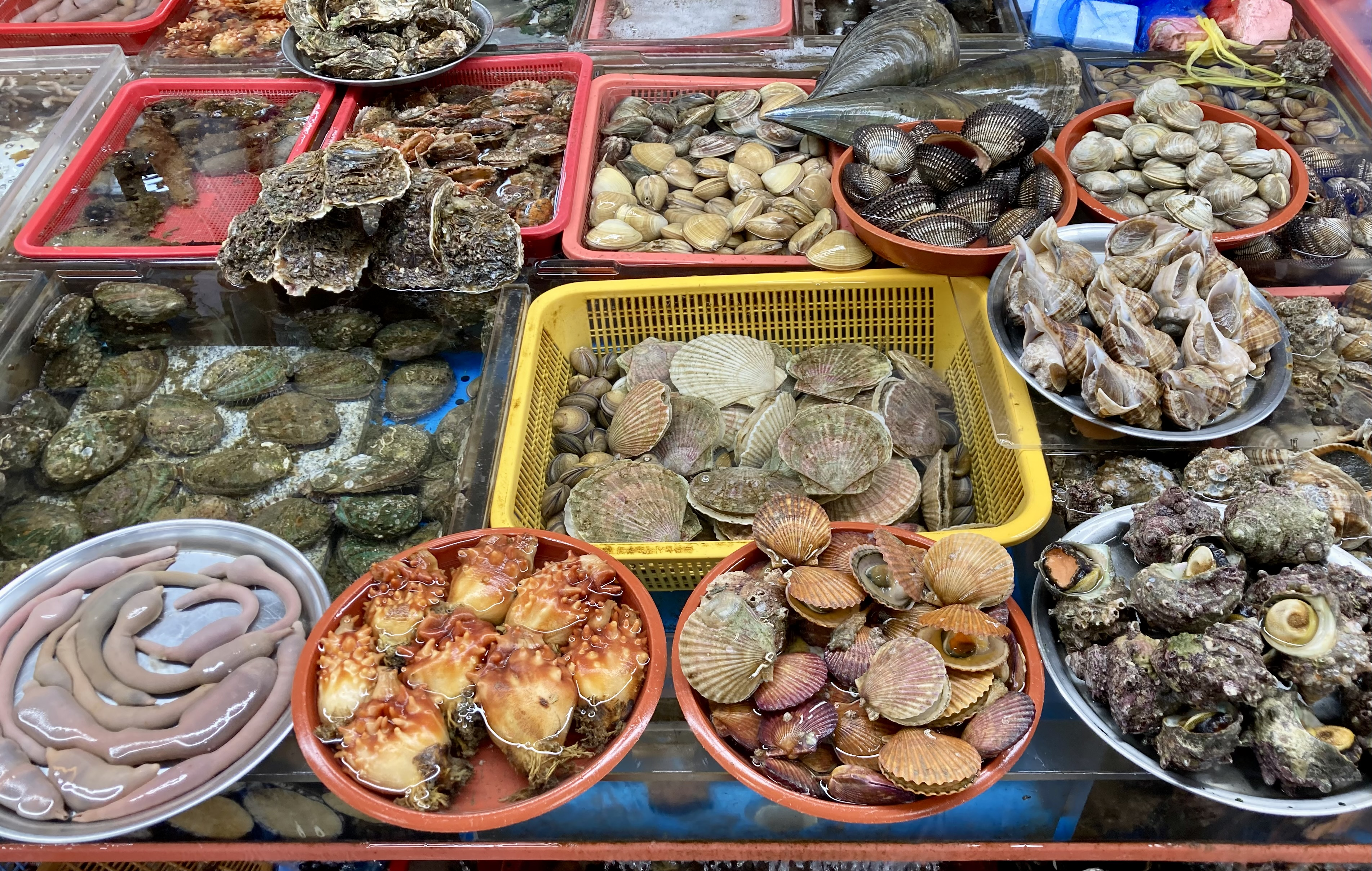